# Poesia Tang
La poesia Tang (xinès tradicional: 唐詩; xinès simplificat: 唐诗; pinyin: Táng shī) es refereix a la poesia escrita en, o al voltant del moment, o en l'estil característic de la dinastia Tang de la Xina (del 18 de juny de 618 fins al 4 de juny de 907, incloent el 690-705 del regne de Wu Zetian), i / o segueix un cert estil, sovint considerada com l'edat d'or de la poesia xinesa.
Durant la dinastia Tang, la poesia és una part important de la vida social en tots els nivells de la societat. Es requeria als estudiants dominar la poesia per als exàmens de la funció pública, però l'art era teòricament a l'abast de tothom. Això va conduir a un gran registre de poesia i poetes dels quals sobreviu un registre parcial en l'actualitat. Dos dels més famosos poetes de l'època van ser Li Bai (李白, 701-762) i Du Fu (杜甫, 712-770).
La poesia Tang ha tingut una influència en curs sobre la literatura mundial i la poesia moderna i quasi-moderna.

## Periodització

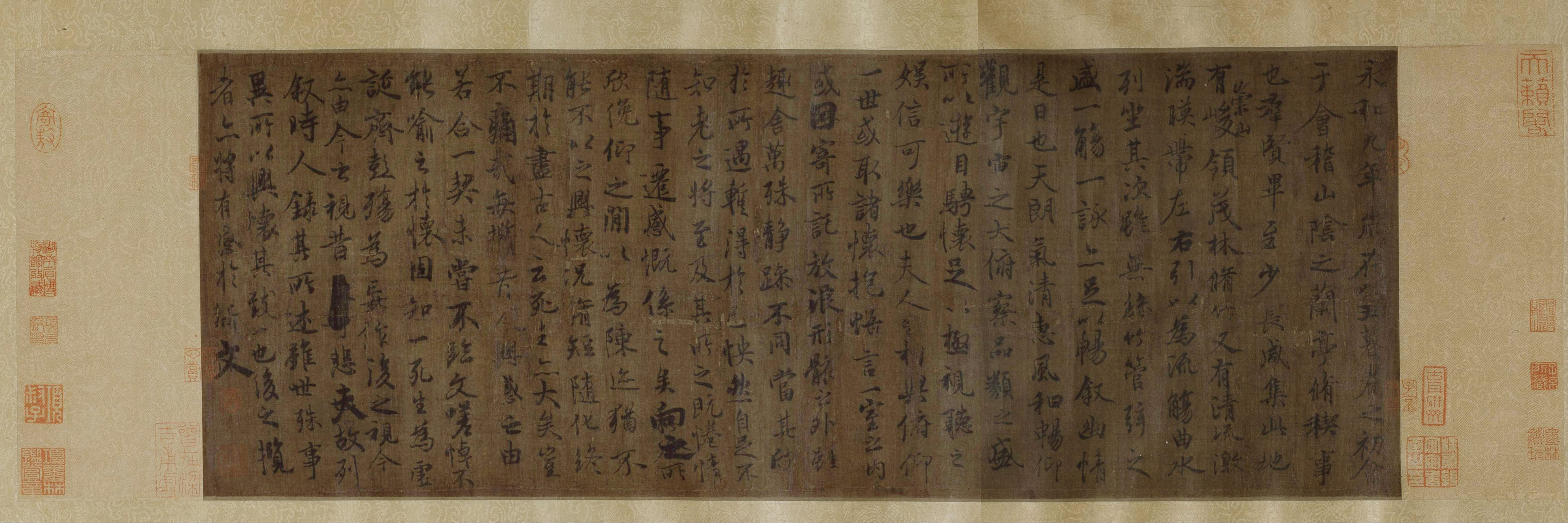
Una còpia del prefaci dels poemes de la dinastia Tang de Lantingji Xu, compost durant la Trobada al pavelló de l'orquídia, atribuït originalment a Wang Xizhi (303-361) de la dinastia Jin

L'esquema de periodització utilitzat en aquest article és el que detalla l'acadèmic de la dinastia Ming Gao Ping (1350-1423) en el prefaci de la seva obra Tangshi Pinhui, que ha gaudit d'una àmplia acceptació des del seu temps.
Aquest sistema, que tracta de forma inequívoca la poesia composta durant el regnat de l'emperador Xuanzong (el període Alt Tang) que és d'una qualitat superior al que hi havia abans i un després, és subjectiu i, sovint no reflecteix la realitat de la història de la literatura.

## Les formes
La forma representativa de la poesia composta durant la dinastia Tang és el shi (詩; poesia en general). Això contrasta amb la poesia composta en la dinastia anterior (Han) i les dinasties posteriors (Song i Yuan), que es caracteritzen per formes fu (賦; poesia descriptiva), ci (词; poesia lírica) i qu (曲; poema cantat), respectivament. No obstant això, durant la dinastia Tang es va seguir component fu, i també va veure els inicis de la pujada de la forma ci.
Dins d'aquesta forma shi, hi va haver una preferència per les línies pentasíl·labes, que havia estat el mesurador dominant des del segle ii aC, però les línies heptasíl·labes va començar a créixer en popularitat a partir del segle viii. Els poemes generalment consistien en múltiples rodolins, sense límit definit en el nombre de línies, però una preferència per múltiples de quatre línies.

## Les fonts
El Quan Tangshi (全 唐詩, Antologia de poemes Tang) és una antologia compilada a principis del segle xviii que inclou més de 48.900 poemes de més de 2.200 autors. El Quantangwen (全 唐文, Antologia de prosa Tang), malgrat el seu nom, conté més de 1.500 fu i és una altra font àmpliament consultada per a la poesia Tang. Malgrat el seu nom, aquestes fonts no són exhaustives, i els manuscrits descoberts en Dunhuang al segle xx inclouen molts shi i alguns fu, així com variants de lectura de poemes que també estaven inclosos en les antologies posteriors. També hi ha col·leccions de treball de poetes individuals, que en general es pot datar abans de les antologies Qing, encara que pocs abans del segle xi. Només un centenar de poetes Tang tenen aquest tipus d'edicions d'obres existents.
Una altra font important són les antologies de poesia compilades durant la dinastia Tang, encara que només tretze d'aquestes antologies sobreviuen totalment o en part.
Molts dels registres de la poesia, així com altres escrits, es van perdre quan la capital Tang, Chang'an, va ser danyada per la guerra en els segles viii i ix, de manera que només van sobreviure 50.000 poemes Tang (més que qualsevol període anterior de la història de la Xina); probablement, això representa només una petita part de la poesia que realment es va produir durant el període. Molts poetes del segle vii apareixen al 721 catàleg de la biblioteca imperial com poetes que han deixat enrere grans volums de poesia, de la qual només sobreviu una petita porció, i hi ha llacunes notables en les obres poètiques de fins i tot Li Bo i Du Fu, els dos poetes Tang més cèlebres.

## La tradició poètica pre-Tang
La tradició poètica heretada pels poetes Tang era immensa i diversa. En l'època de la dinastia Tang, ja existia un cos continu de la poesia xinesa que datava de fa més de mil anys. Obres com el «Chu Ci » (楚辭, Elegies de Chu) i «Shijing» (詩, Clàssic de poesia) eren les majors influències en la poesia Tang, així com els desenvolupaments de la poesia Han i la poesia Jian'an. Tots aquests van influir en la poesia Sis Dinasties, que al seu torn va ajudar a inspirar als poetes Tang. En termes d'influències sobre la poesia del Tang primerenc, Burton Watson caracteritza la poesia de la Sui i Tang primerenca com «una simple continuació de gèneres i estils de les Sis Dinasties».

## Història

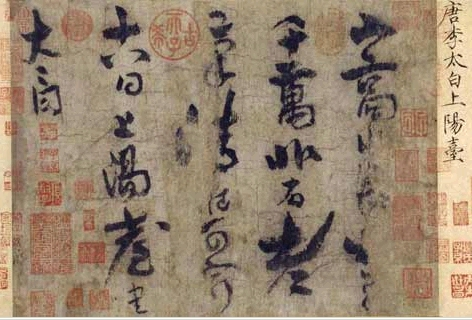
Un poema de Li Bai (701-762), l'únic exemple existent de la cal·ligrafia de Li Bai, que es troba al Museu del Palau de Beijing

La dinastia Tang va ser una època de grans convulsions socials i probablement lingüístiques. D'aquesta manera, el gènere es pot subdividir en diverses parts a partir les principals divisions més o menys cronològiques, basades en les etapes de desenvolupament o agrupacions estilístiques (de vegades fins i tot en les amistats personals entre els poetes).
Cal recordar que els poetes poden ser una mica arbitràriament assignats a aquestes en funció de les seves presumptes dades biogràfiques (que no sempre es coneixen); a més, les vides dels poetes cap al principi o al final d'aquest període poden solapar amb la dinastia Sui precedent o amb el període Cinc Dinasties i Deu Regnes posterior.
La cronologia de la poesia Tang es pot dividir en quatre parts: Tang primerenc, Alt Tang, Tang mitjà, i Tang tardà.

### Tang primerenc
En el Tang primerenc (初唐), el poetes van començar a desenvolupar el fonament del que ara es considera que és l'estil de la poesia Tang, que van heretar una rica i profunda tradició literària i poètica, o diverses tradicions.
La poesia Tang primerenca es subdivideix en fases primerenca, mitjana i tardana: 
- Alguns dels primers poetes que van començar a desenvolupar el que es considera que és l'estil de poesia de la dinastia Tang van ser fortament influenciats per l'estil de la cort de les dinasties del Sud (南朝 宫), en referència a les dinasties meridionals del període de les dinasties Meridionals i Septentrionals (420-589) que va precedir la dinastia Sui, de curta durada (581-618). Els poemes de la cort de les dinasties del Sud (o palau) tendien cap a un estil recarregat i florit, i un vocabulari especial aprovat en part a través de la continuïtat de certs individus governamentals que també eren poetes, durant la transició de Sui a Tang. Aquest grup inclou l'emperador Li Shimin (李世民, 598-649), el cal·lígraf Yu Shinan (虞世南, 558-638), Chu Liang (禇 亮, ?), Li Baiyao ( 李百药, 564-647), el funcionari governamental Shangguan Yi (上官儀, 608-665), i la seva neta, la funcionària governamental i més tard consort imperial Shangguan Wan'er (上官婉儿, 664?-710). De fet, hi va haver molts altres, ja que era una cultura que posa un gran èmfasi en la literatura i la poesia, almenys per a les persones en caràcter oficial i en la seva vida privada.
- Els representant de la fase mitjana del Tang primerenc són els anomenats els «Quatre amics literàris»: els poetes Li Jiao ( 李嶠, ?), Su Weidao (蘇味道, 648?-705?), Cui Rong (崔融, 653-706), i Du Shenyan (杜審言, c. 645-708). Aquesta fase representa una fase de transició.
- En la fase tardana, l'estil poètic es torna més típic del que es considera com la poesia Tang. Una influència important era Wang Ji (585-644) sobre els Quatre paragons de la dinastia Tang primerenca: Wang Bo (王勃, 650-676), Yang Jiong (楊炯, 650–695?), Lu Zhaolin (盧照鄰, c. 634 – c. 684/686), i Luo Binwang (骆宾王, c. 619–684?). Cada un d'ells prefereix prescindir de pretensions literàries a favor de l'autenticitat.
- A Chen Zi'ang (陈子昂, 661-702) se li atribueix ser el gran poeta que finalment va posar fi al període Tang primerenc, llançant l'estil adornat de la Cort a favor d'una contundent i autèntica poesia que inclou el comentari polític i social (amb gran risc per a si mateix) i, per tant, obrint el camí a la grandesa que estava per venir.

### Alt Tang
En l'Alt Tang (盛唐), de vegades conegut com a Tang florent o Tang daurat, apareixen per primera vegada els poetes que venen a la ment com poetes Tang, almenys als Estats Units i Europa. La poesia de l'Alt Tang va tenir nombroses escoles de pensament:
- La part inicial d'aquesta època, o període-estil, inclou Zhang Jiuling ( 张九龄, 678-740), Wang Han (王翰, c. segle viii), i Wang Wan (王湾, 693-751). També havien els anomenats «El quatre cavallers de Wuzhong» (吳中 四 士): He Zhizhang (贺知章, 659-744), Bao Rong (包融, c. segle viii), Zhang Xu (張旭, 658-747, que també va ser un famós cal·lígraf), i Zhang Ruoxu (張若虛, c. 660 - c. 720).
- El «Grup de poetes camps i jardins» (田园诗派) inclouen Meng Haoran (孟浩然, 689/691 - 740), el famós poeta i pintor Wang Wei (王維, 701-761), Chu Guangxi (儲光羲, 706/707-760), Chang Jian (常建, c. segle viii), Zu Yong (祖咏, ?), Pei Di (裴迪, 714 -?), Qiwu Qian (綦毋潜, ?), Qiu Wei (丘为, 694-789?), i altres.
- El «Grup de poetes frontera i fortalesa fronterera» (邊塞詩派) inclou Gao Shi (高適, 706-765), Cen Shen (岑參, 715-770), Wang Changling (王昌龄, 698-756), Wang Zhihuan, (王之渙, 688-742), Cui Hao (崔颢, c. 704 -754) i Li Qi (李頎, 690-751).
- Li Bai (李白, 701-762) i Du Fu (杜甫, 712-770) van ser els dos poetes més coneguts de la poesia Tang. Tots dos van viure per veure l'Imperi Tang sacsejat pels esdeveniments catastròfics de la rebel·lió d'An Lushan (755-763). Això va tenir un impacte enorme en la seva poesia, i de fet va significar la fi d'una era. Li Bai i Du Fu mai s'obliden o deixen d'estar de moda. Tots dos són considerats com a grans poetes, especialment Du Fu, pels poetes de la dinastia Song, però l' «edat d'or» s'havia acabat.

### Tang mitjà
Els poetes de la dinastia Tang mitjà (中 唐), període que també s'inclouen molts dels noms més coneguts, van escriure alguns poemes molt famosos. Aquesta va ser una època de reconstrucció i recuperació, però també dels alts imposts i la corrupció oficial. L'atrevit Li Bo va apoderar-se de les velles formes i les va convertir en formes noves i contemporànies, i el desenvolupament de l'estil formal de la poesia de Du Fu, encara que difícil d'igualar i potser impossible de superar, va proporcionar un edifici ferm sobre el qual els poetes del Tang mitjà podien construir.
- En la fase inicial del període Tang mitjà, la poesia yuefu ( 樂府) de Du Fu es va estendre a través de poetes com Dai Shulun (戴叔伦, 732-789), que va aprofitar l'oportunitat per advertir als funcionaris governamentals pel que fa als seus deures envers el patiment de la gent comuna.
- Altres es van concentrar a desenvolupar l'estil de poema de paisatge (山水 诗), com ara Liu Changqing (刘长卿, 709-780) i Wei Yingwu (韦应物, 737-792).
- L'estil de la fortalesa fronterera va tenir els seus defensors continus, dels quals són representatius Li Yi (李益, 746/748-827/829) i Lu Lun (卢纶, 739-799).
- L'associació tradicional entre la poesia i els estudis acadèmics es va demostrar per l'existència d'un grup de deu poetes (大 历 十 才子), que tendien a ignorar els mals de la gent, preferint a cantar i cantar els seus poemes en lloança de pau, bells paisatges i la commendability de la reclusió. Ells són: Qian Qi (錢 起, 710-782), Lu Lun és també una part d'aquest grup, Ji Zhongfu (吉中孚, ?), Han Yi (韩 翊, ?), Sikong Shu (司空曙, 720-790), Miao Fa o Miao Bo (苗 發 / 苗 发, ?), Cui Tong (崔 峒, ?), Geng Hui (耿 諱 / 耿 讳, ?), Xia Hou Shen (夏侯 审, ?), i el poeta Li Duan (李端, 743-782).
- Un dels més grans poetes Tang va ser Bai Juyi (白居易, 772-846), considerat el líder de l'amarg i una mica enutjat que diu la veritat sobre el poder Nou moviment yuefu (新 樂府 運動). Entre els altres poetes que es consideren part d'aquest moviment són Yuan Zhen (元 稹, 779-831), Zhang Ji (张 籍, 767-830), i Wang Jian (王建, 767–830?).
- Diversos poetes Tang es destaquen per ser individualistes, malgrat que realment es poden considerar com un grup, però comparteixen un interès comú en l'exploració experimental de la relació de la poesia amb les paraules, i empenyen els límits de la mateixa; incloent: Han Yu (韩愈, 768-824), Meng Jiao (孟郊, 751-814), Jia Dao (賈島 / 贾岛, 779-843), i Lu Tong (盧 仝 / 卢 仝, 795-835).
- Dos poetes notables van ser Liu Yuxi (刘禹锡, 772-842) i Liu Zongyuan (柳宗元, 773-819).
- Una altra notable poeta és l'efímer Li He (李贺, 790-816), conegut com «el Mallarmé xinès».[10]

### Tang tardà
El Tang tardà (晚唐), de manera similar a com el període anterior també va ser conegut amb el nom Li-Du (李 杜) per la combinació dels noms de la parella Li Bo i Du Fu, va ser conegut com a Petit Li-Du (小李杜), en referència als poetes Li Shangyin (李商隱, 813-858) i Du Mu (杜牧, 803-852). Aquestes dues parelles s'han considerat per tipificar dos corrents poètic divergents que existien en cadascuna d'aquestes dues èpoques, el Tang florent i el Tang tardà:
- La poesia de tipus de Li Shangyin tendeix cap a la sensualitat abstracta, densa, al·lusiva i difícil. Altres poetes d'aquest estil van ser Wen Tingyun (温庭筠, 812-870) i Duan Cheng Shi (段 成 式, c. 803-863). Aquests poetes han guanyat interès en els temps moderns.
- La poesia del tipus de Du Mu tendeix cap a un estil clar i robust, sovint mirant cap enrere en el passat amb tristesa, potser com a reflex dels temps. La dinastia Tang queia a trossos; encara que existia, era obvi que estava en un estat de decadència.
- També hi va haver altres poetes pertanyents a una o altra de les dues principals escoles del Tang tardà. En una escola van ser Luo Yin (羅隱 / 罗隐, 833-909), Nie (o Zhe, o She o Ye-Yizhong) (聶 夷 中 / 聂 夷 中, 887-884), Du Xunhe (杜荀鹤, 846-904), Pi Rixiu (皮日休, c. 834/840-883), Lu Guimeng (陸龜蒙 / 陆龟蒙? -881), i altres. A l'altre grup, van ser Wei Zhuang (韦庄, 836-910), Sikong Tu (司空圖, 837-908), Zheng Gu (鄭 谷, 849-911), Han Wo (韓 偓, 844-?), i altres. Durant l'ocàs definitiu del Tang, les dues escoles eren propenses a una angoixa melancòlica; variaven en funció de si tendien cap a la metàfora i al·lusions o una expressió més clara i directa.
- Yu Xuanji (鱼玄机, 844-868/869) va ser una famosa poetessa del Tang tardà.
- Li He (李賀, c. 790/791 - c. 816/817), va ser un altre famós poeta del Tang tardà.

### Continuació al Tang meridional
Després de la caiguda oficial de la dinastia Tang en 907, alguns membres de casa regnant de Li van aconseguir trobar refugi al sud de la Xina, on els seus descendents van fundar la dinastia Tang meridional (南唐) en 937. Aquesta dinastia va continuar moltes de les tradicions de la primera gran dinastia Tang, incloent la poesia, fins a la seva caiguda oficial en 975, quan el seu governant, Li Yu (李煜, c. 937- 978) va ser capturat. És important destacar que per a la història de la poesia, Li Yu va sobreviure tres anys com a presoner de la dinastia Song, i durant aquest temps va compondre algunes de les seves obres més conegudes. Per tant, la inclusió d'aquest «resplendor de la dinastia Tang», fa que es pugui considerar la data de la mort de Li Yu (978) com el final de la poesia Tang.

### Després de la caiguda de la dinastia Tang
Sobrevivint a les turbulentes dècades de l'època de les Cinc Dinasties i Deu Regnes, la poesia Tang va ser potser la major influència sobre la poesia de la dinastia Song, per exemple, es pot veure com poetes importants com Su Shi (蘇軾,1037-1101) crear noves obres basades en l'aparellament amb poemes de Du Fu. Aquest estil d'aparellament ja era conegut al Tang tardà. Pi Rixiu i Lu Guimeng, de vegades coneguts com a Pi-Lu, eren ben coneguts per això: un escrivia un poema amb un cert estil i esquema de la rima, llavors l'altre el responia amb un poema diferent, però coincidint amb l'estil i amb la mateixa rima. Això permet subtileses que només poden ser agafades amb la visió dels dos poemes junts.
Èpoques posteriors han vist la popularitat de diversos poetes Tang. La dinastia Qing va veure la publicació de la compilació massiva de poemes Tang recollits, el Quan Tangshi (全 唐詩, Antologia de poemes Tang), així com les menys especialitzades (per exemple, no es donen les variants textuals), però més populars, Els tres-cents poemes Tang (唐诗三百首). A més, en l'era de la dinastia Qing es va restaurar en els exàmens de l'administració pública imperial (科舉) el requisit de compondre poesia d'estil Tang. A la Xina, alguns dels poetes, com ara Li Bo i Du Fu mai han caigut en l'oblit; d'altres, com ara Li Shangyin, han sigut redescoberts actualment.

## Antologies
S'han fet moltes col·leccions de poesia Tang, tant durant la dinastia Tang com posteriorment. En el primer segle de l'època Tang es van fer diverses col·leccions primerenques de la poesia contemporània, algunes dels quals han sobreviscut i d'altres no; aquestes primeres antologies reflecteixen la poesia Tang primerenca en el context de la cort imperial.
Les antologies posteriors de la poesia Tang compilades durant la dinastia Qing inclouen tant el Quan Tangshi (全 唐詩, Antologia de poemes Tang)) i la compilació personal de l'acadèmic Sun Zhu (孫洙, 1711-1778), els Tres-cents poemes Tang (唐诗三百首). S'ha trobat entre els manuscrits de Dunhuang part d'una antologia de Cui Rong (崔融, 653-706), el Zhuying ji (珠英集, Col·lecció de glòries precioses), que consisteix en aproximadament una cinquena part de l'original, amb cinquanta-cinc poemes de tretze homes, publicat per primera vegada en el regne de Wu Zetian (武則天, 655-683). El llibre conté poemes de Cui Rong (653-706), Li Jiao (李嶠, 644-713), Zhang Yue (张说, 677-731), i altres.

### Exemple de versos
| «              | (xinès) 望嶽 岱宗夫如何， 齊魯青未了。 造化鍾神秀， 陰陽割昏曉。 盪胸生曾雲， 決眥入歸鳥。 會當淩絕頂， 一覽眾山小。 | (català) Contemplant la muntanya sagrada Muntanya Primordial, però com és? En Qi, o en Lu, verdeja sense fi. Creació i canvi uneixen màgia i gràcia, obaga i solana tallen nit i dia. Pit estremit, emanen els núvols, ulls sorpresos, tornen els ocells. Arribaré un dia al més alt cim, Tota muntanya llavors quedarà petita. | » |
| — 杜甫 (Du Fu) | | |   |

## Traducció als idiomes occidentals
Els principals traductors de poesia Tang en anglès inclouen Herbert Giles, L. Cranmer-Byng, Archie Barnes, Amy Lowell, Arthur Waley, Witter Bynner, AC Graham, Shigeyoshi Obata, Burton Watson, Gary Snyder, David Hinton, Wai-lim Yip, Red Pine (Bill Porter), i Xian Mao.
Ezra Pound es va basar en les notes que va rebre de la vídua d'Ernest Fenollosa el 1913 per a crear poemes anglesos indirectament a través dels japonesos, que inclou alguns poemes de Li Bai, que van ser publicats en el seu llibre «Cathay».

## Característiques
La poesia Tang té certes característiques. Contextualment, el fet que els poemes van ser generalment destinats a ser recitat en xinès parlat més o menys contemporanis (ara conegut com el xinès clàssic, o, de vegades, com xinès literari, en els casos dinastia-Han) i que els poemes van ser escrits en caràcters xinesos, són certament importants.
També són importants l'ús de certes formes típiques poètiques, diversos temes comuns, i el medi social i natural que l'envolta.

## Relació amb el budisme, el taoisme i el confucianisme
El temps de la dinastia Tang va ser un ferment religiós, que es va reflectir en la poesia. Molts dels poetes eren devots religiosos. A més, en aquest moment, la religió tendia a tenir una relació íntima amb la poesia.

## Els estudis de gènere
Hi ha hagut un cert interès en la poesia Tang en el camp dels estudis de gènere. Encara que la majoria dels poetes eren homes, hi havia diverses dones importants. A més, molts dels homes van escriure des del punt de vista d'una dona, o l'amor dels altres homes. Històricament i geogràficament localitzada en la dinastia Tang de la Xina, aquesta és una àrea que no ha escapat d'interès des de la perspectiva dels rols de gènere històrics.